# Somos Lanzarote
Somos Lanzarote es un partido político canario izquierdista y ecologista, nacido en 2015 después de un proceso de confluencia entre varias partes en la isla canaria de Lanzarote.